# 마라디 공항
마라디 공항 IATA: MFQ, ICAO: DRRM은 니제르 마라디를 서비스하는 공항이다. 공항은 도시의 동쪽에 위치한다.
마라디 무지향성 표지 (식별: MY)는 비행장에 위치한다.

## 항공사와 목적지
| 항공사         | 목적지               |
| -------------- | -------------------- |
| Niger Airlines | 니아메이 (운항 중단) |

## 같이 보기
- 니제르의 교통
- 니제르의 공항 목록
- Aviation 포털